# Triodontolaimus acutus
Triodontolaimus acutus is een rondwormensoort uit de familie van de Triodontolaimidae. De wetenschappelijke naam van de soort is voor het eerst geldig gepubliceerd in 1875 door Villot.